# Aprasia rostrata
Espèce
Synonymes
- Aprasia repens rostrata Parker, 1956
- Aprasia rostrata fusca Storr 1979
- Aprasia fusca Storr 1979

Statut de conservation UICN

 VU D2 : Vulnérable
Aprasia rostrata est une espèce de geckos de la famille des Pygopodidae.

## Répartition
Cette espèce est endémique d'Australie-Occidentale. Elle se rencontre dans le North West Cape, sur l'île de Barrow et aux îles Montebello.

## Description
Le mâle holotype mesure 159 mm dont 65 mm pour la queue.

## Taxinomie
Aprasia fusca a été placé en synonymie avec Aprasia rostrata par Maryan, Bush et Adams en 2013.

## Publication originale
- Parker, 1956 : The lizard genus Aprasia; Its taxonomy and temperature correlated variation. Bulletin of the British Museum (Natural History), Zoology, vol. 3, p. 365-385 (texte intégral).